# Buscando Novia a Papá (serie de televisión)

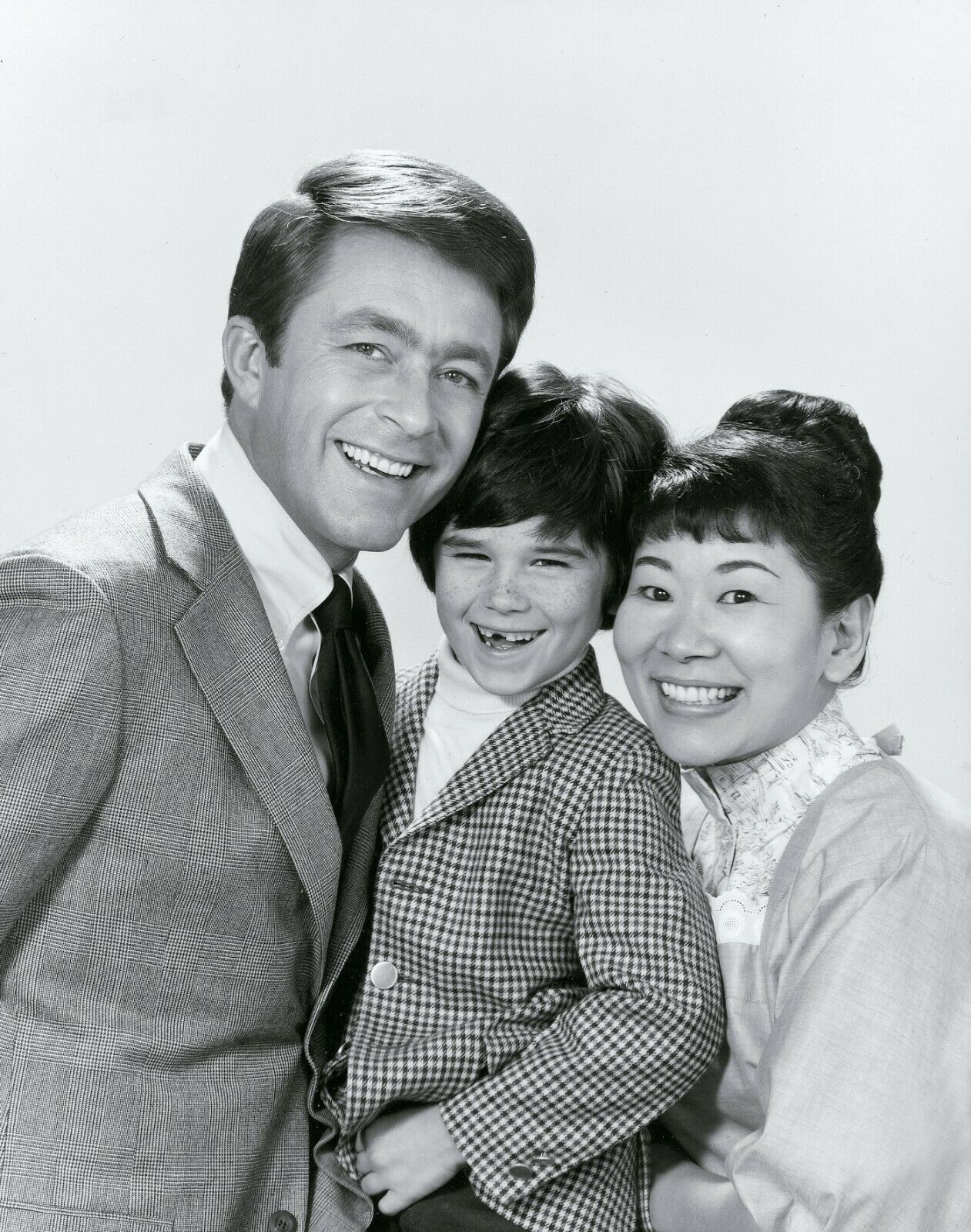
Buscando Novia a Papá (1969): Tom y Eddie Corbett con la señora Livingston.

Buscando novia a papá  (título original en inglés The Courtship of Eddie's Father, cuya traducción literal sería El noviazgo del padre de Eddie fue una serie de televisión de comedia familiar estadounidense emitida por la cadena televisiva ABC desde 1969 hasta 1972. Protagonizada por Bill Bixby como el papá y Brandon Cruz como el hijo. Se inspiró en la película homónima de 1963 The Courtship of Eddie's Father (El noviazgo del padre de Eddie), protagonizada por Glenn Ford y Ron Howard y basada en una novela de Mark Tobey.
La serie trata de un viudo, Tom Corbett (Bill Bixby), que es editor de revistas, y su pequeño hijo, Eddie (Brandon Cruz). Eddie piensa que su padre debería casarse, y manipula las situaciones en torno a las mujeres que le interesan a su padre. Los “esfuerzos de intermediación de Eddie” fueron el tema principal del programa, pero poco a poco esto se volvió menos central en cada historia.
Bill Bixby recibió una nominación a los Premios Emmy  por esta serie.

## Argumento

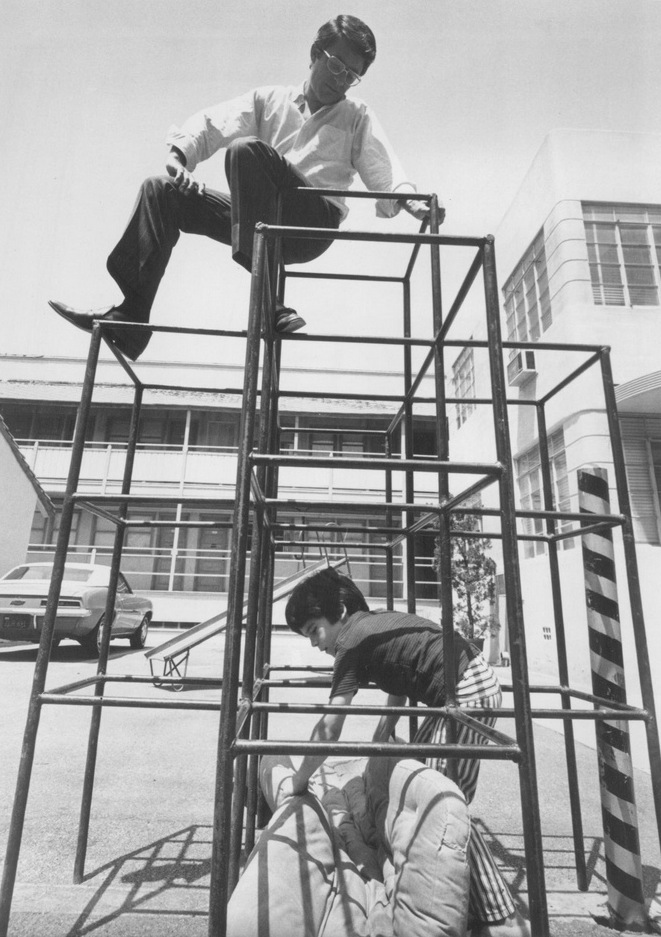
Bill Bixby y Brandon Cruz como Tom y Eddie Corbett

La serie se centró en Tom Corbett  (Bill Bixby), un joven editor de revistas de Los Ángeles, de treinta y tantos años, viudo. Tras la muerte de su esposa Helen, Tom se dedica a criar a su travieso hijo pecoso, de seis años de edad,  Eddie (Brandon Cruz). Eddie quiere una nueva madre, para ese fin, ingeniosamente manipula las relaciones de su padre con las mujeres, algunas veces incluso intentando unir a su padre con mujeres que Eddie conoció primero y le gustan.
Las tareas domésticas en la casa del dúo son administradas, con gran competencia y discreción por su empleada, la japonesa  señora Livingston, interpretada por Miyoshi Umeki. Su discreta diplomacia y sabios consejos añaden una mezcla cómica de situaciones en las cuales ella cuida de Eddie, y además, a veces lo ayuda en sus planes de casar a su padre y encontrar una nueva madre. Una de las particularidades más simpáticas de la señora Livingston era su costumbre de dirigirse a su empleador como "Señor padre de Eddie", aludiendo a que considera que el miembro “más importante” de la pareja estaba a su cuidado. 
Los personajes de la oficina de Tom Corbett incluyen a Tina Rickles  (Kristina Holland), como su secretaria, y Norman Tinker (James Komack), como fotógrafo de la revista. Norman, quien también era un hombre de familia, de vez en cuando sirvió como tío honorario de Eddie.

## Tema musical
El tema musical de la serie de televisión, "El mejor amigo" (Best Friend), fue escrito e interpretado por Harry Nilsson,  y usado en los títulos de apertura mostrando a Bill Bixby y  Brandon Cruz, padre e hijo en diversos momentos felices. La canción ha sido utilizada frecuentemente, desde ese momento, como una indicación icónica de unión entre un padre y su hijo.

## Historial de producción
La cadena ABC adquirió los derechos de la historia y el programa duró 3 temporadas en las que se grabaron 73 episodios de 30 minutos de duración, se estrenó el 17 de septiembre de 1969, y la última emisión se realizó el 1 de marzo de 1972.
El productor de la comedia James Komack hizo las veces tanto de actor como de productor ejecutivo de la serie.
En 1970, Bill Bixby hizo su debut como director, pasando a dirigir ocho episodios de la serie.
El programa fue cancelado en 1972, cuando Bixby tuvo un enfrentamiento con James Komack sobre la dirección del espectáculo. Muchos de los episodios posteriores se centraron en Norman, Tom y Eddie en vez de en la relación entre Tom y Eddie.
Años después de que el programa fuera cancelado, se hizo más popular debido a las retransmisiones. 

## Elenco
Bill Bixby y Brandon Cruz son los únicos actores que aparecieron en todos los episodio de la serie.
- Bill Bixby como Tom Corbett - Un viudo,  editor de una revista
- Brandon Cruz como Eddie Corbett -  El hijo de Tom
- Miyoshi Umeki como la señora Livingston - Ama de casa de Tom y Eddie
- Kristina Holland como Tina Rickles - Secretaria de Tom
- James Komack como Norman Tinker – El compañero de Tom en la revista

## Artistas invitados
Durante su duración de tres temporadas, muchos actores conocidos y otros poco conocidos quienes aparecieron como invitados en la serie, después pasaron a convertirse en estrellas de éxito, incluyendo: Jodie Foster, Sally Struthers, Bruce Kirby, Pat Harrington, Jr., Diana Muldaur, Willie Aames, Warren Berlinger, Suzanne Pleshette, Yvonne Craig, Cicely Tyson, Richard X. Slattery, Tippi Hedren,  Trisha Noble, John Fiedler,  Alan Oppenheimer,  Lou Jacobi, Will Geer,  Bill Dana, Jerry Stiller,  Anne Meara, Ronny Graham, Lori Saunders, Ann Prentiss, Ron Ely,  Carol Lawrence, George Takei, Pat Morita, Erin Moran, Eva McVeagh, Sammy Davis Jr., Brenda Benet. 

## Proyectos posteriores
En 1999, Entertainment Weekly informó que tenía previsto que Nicolas Cage produjera y protagonizara una nueva versión cinematográfica de la serie. En una entrevista de 2011, Brandon Cruz opinó que era probable que Nicolas Cage ya no estuviera interesado en el proyecto porque su hijo Weston, quien hubiese interpretado a Eddie, había crecido demasiado en edad para el papel.
En 2003, comenzó el rodaje de un nuevo piloto para televisión protagonizado por Ken Marino y Josh Hutcherson, pero no fue adquirido por ninguna cadena televisiva. El niño estrella de la serie original, Brandon Cruz, interpretó un papel secundario.